# Readsboro
Readsboro és una població dels Estats Units a l'estat de Vermont. Segons el cens del 2000 tenia 809 habitants.

## Demografia
Segons el cens del 2000, Readsboro tenia 809 habitants, 321 habitatges, i 225 famílies. La densitat de població era de 8,6 habitants per km².
Per edats la població es repartia de la següent manera: un 24,6% tenia menys de 18 anys, un 6,8% entre 18 i 24, un 26% entre 25 i 44, un 25,5% de 45 a 60 i un 17,2% 65 anys o més.
L'edat mediana era de 41 anys. Per cada 100 dones de 18 o més anys hi havia 102 homes.
La renda mediana per habitatge era de 35.000 $ i la renda mediana per família de 48.214 $. Els homes tenien una renda mediana de 33.056 $ mentre que les dones 21.964 $. La renda per capita de la població era de 17.911 $. Cap de les famílies i el 7% de la població estaven per davall del llindar de pobresa.